# 迭代函数系统
在数学中，迭代函数系统（iterated function system，IFS）是一种构成分形的方法，分形结果常常是自相似的。相比较分形几何学，IFS与集合论关系更为密切。IFS在1981年提出。
迭代函数系统下的分形，正如其名，可存在于各种维度的空间中，但是一般常见于二维平面。IFS分形由数个自身的复制合并组成，每个复制皆遵循一个方程进行变换（因此称之为“函数系统”），典型的例子有谢宾斯基三角形。这里的变换（函数）通常是压缩性的；换而言之，变换后点与点之间距离更近、图案压缩变小。因此，IFS分形的图形由数个自身的小副本（复制）构成（副本间可能有重合），而每个小副本又由更小的自身的副本构成，依此类推。这也是IFS分形的自相似性质的来源。

## 定义

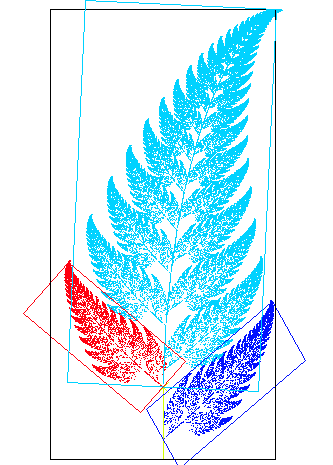
Barnsley羊齒葉圖形是一個很早使用IFS所製造的圖形

数学上，迭代函数系统（Iterated Function System，IFS）是完备度量空间中的一个收缩映射的有限集。
在完备度量空间{\displaystyle X}中，集合
{\displaystyle \{f_{i}:X\to X|i=1,2,...,N\},\ N\in \mathbb {N} }
是一个迭代函数系统，若每个{\displaystyle f_{i}}都是压缩性的。